# Finning

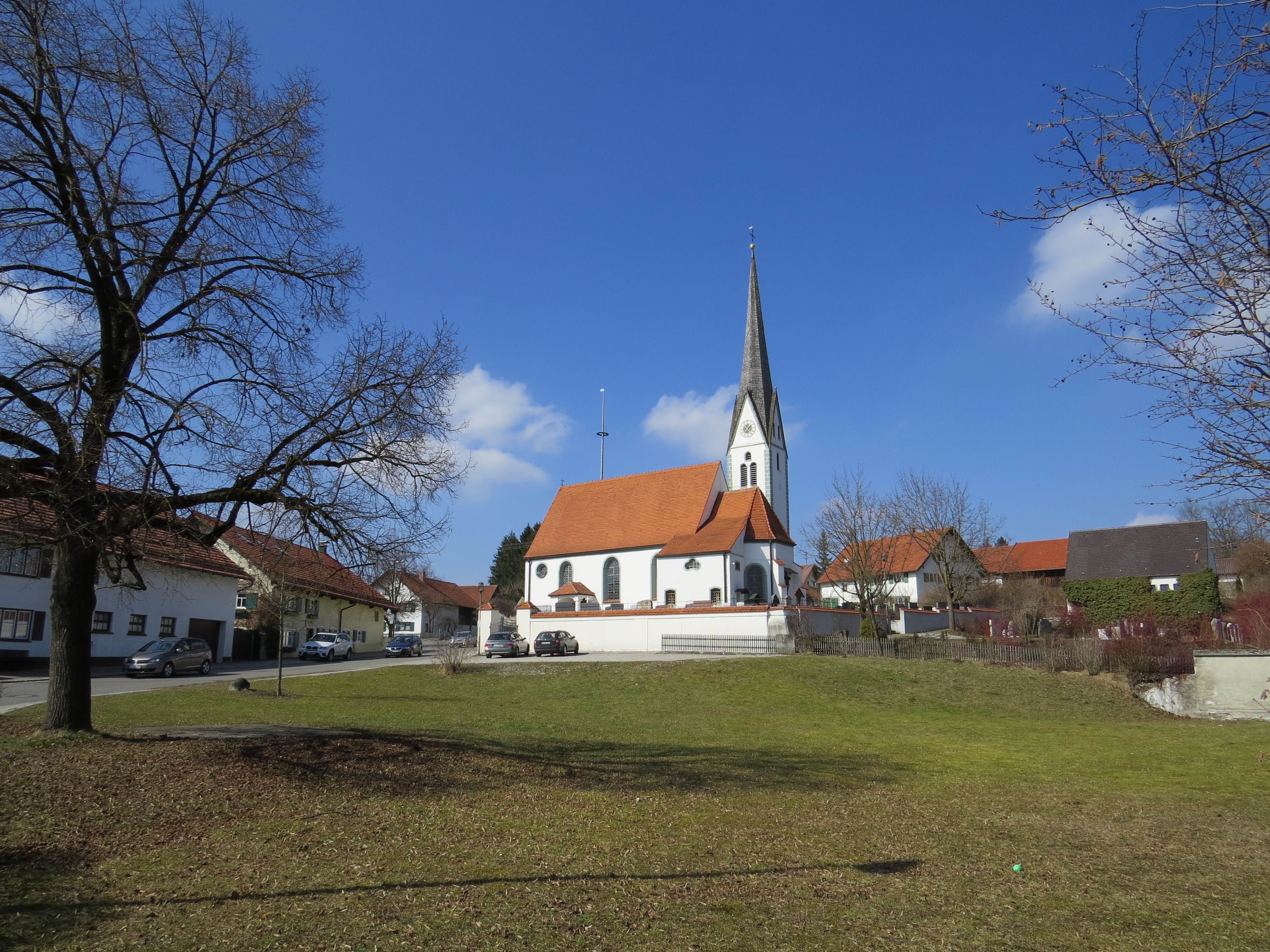
Unterfinning

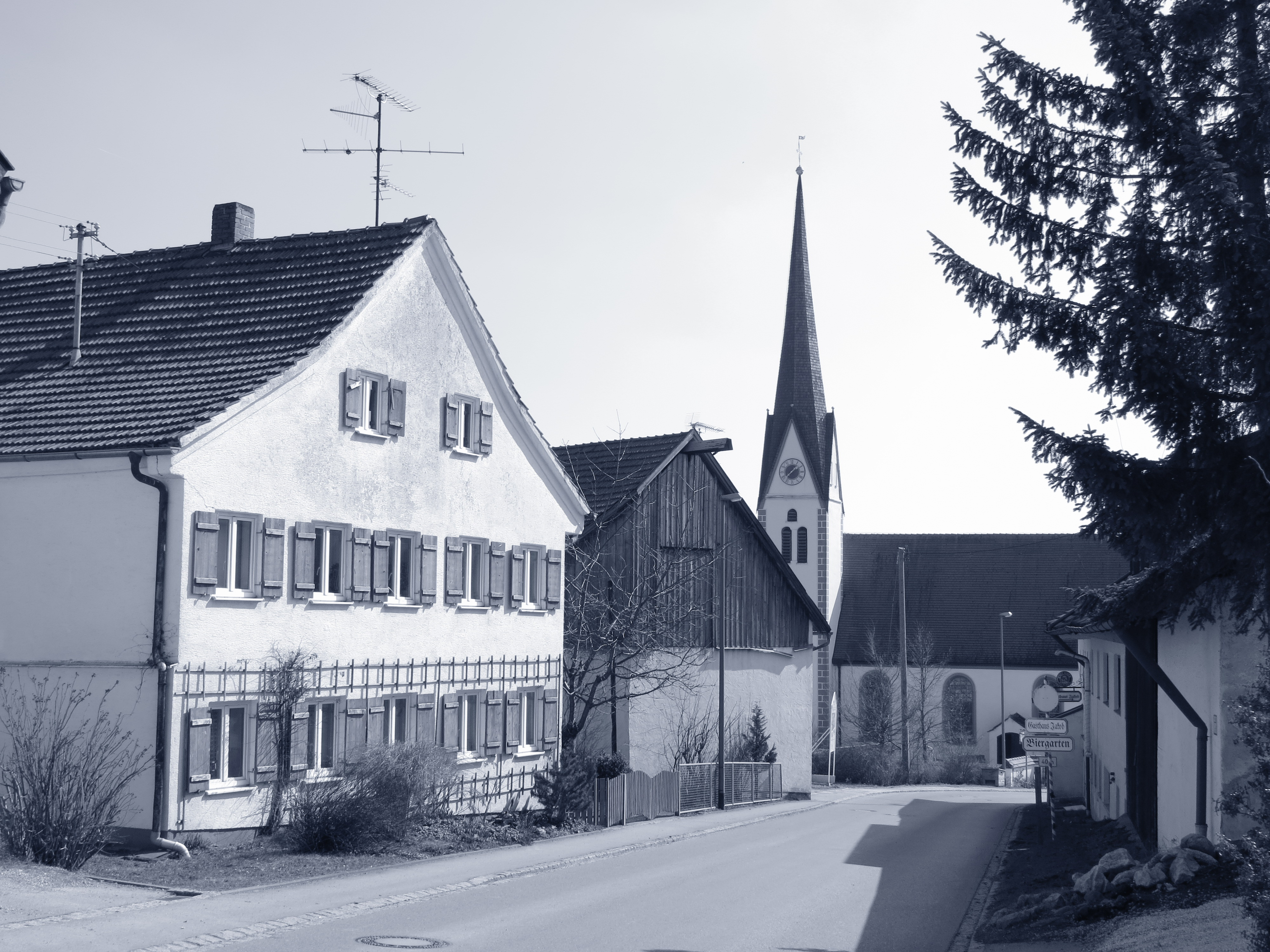
Obergasse in Unterfinning

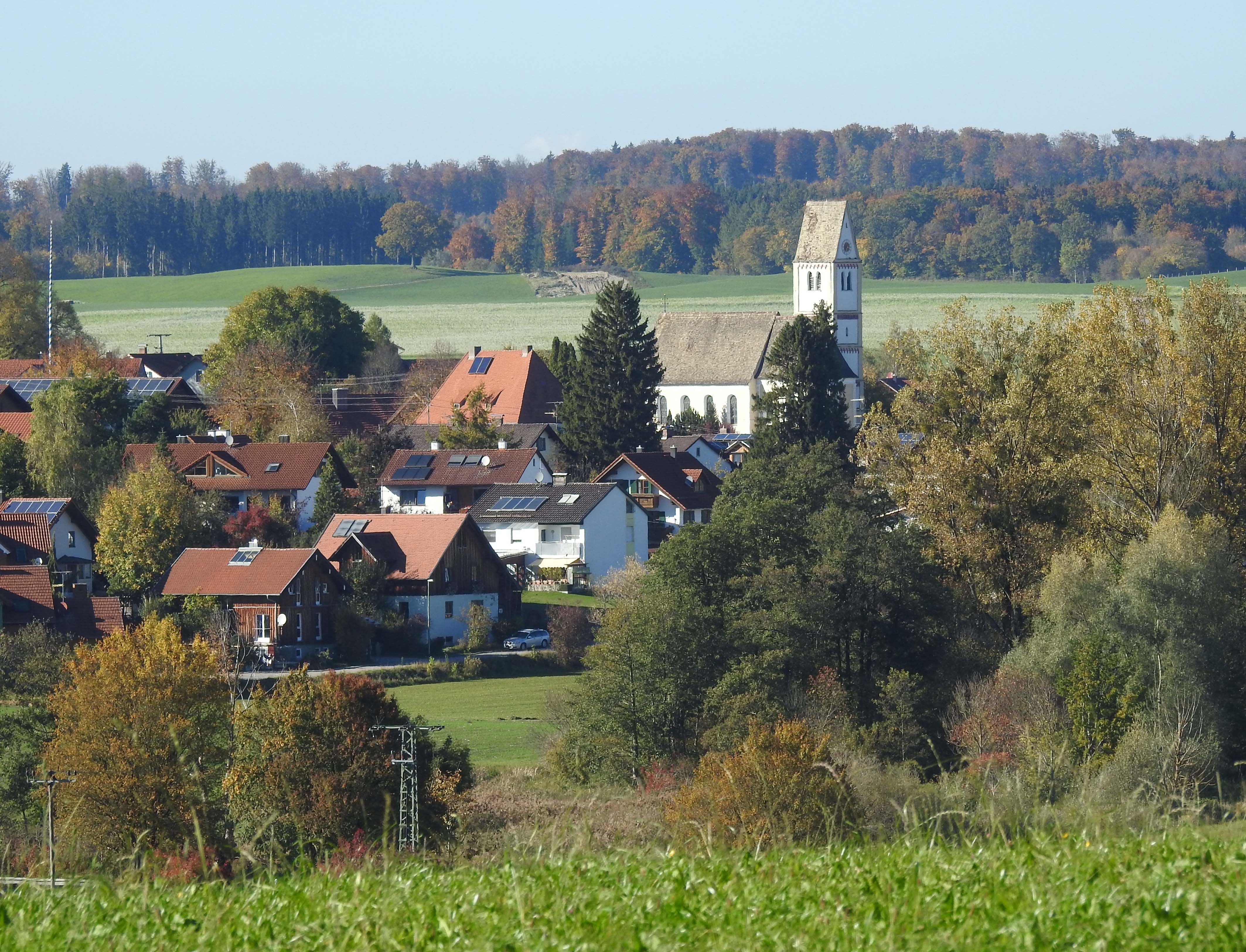
Oberfinning von Südosten

Finning ist eine Gemeinde im oberbayerischen Landkreis Landsberg am Lech.

## Geografie
Die Gemeinde liegt in der Region München nördlich des Windachspeichers und vier Kilometer vom Ammersee entfernt.
Das Gemeindegebiet erstreckt sich von 587 m ü. NHN an der Windach bis auf 657 m ü. NHN südöstlich von Hängeberg.

### Gemeindegliederung
Es gibt sieben Gemeindeteile (in Klammern ist der Siedlungstyp angegeben):
- Entraching (Pfarrdorf)
- Hängeberg (Einöde)
- Hartmannshausen (Weiler)
- Laich (Weiler)
- Oberfinning (Pfarrdorf)
- Unterfinning (Pfarrdorf)
- Westerschondorf (Weiler)

Es gibt die Gemarkungen Entraching, Oberfinning und Unterfinning.

## Geschichte
818 wurde der Hauptort als „Finningum“ erstmals urkundlich erwähnt. Das Bestimmungswort des Ortsnamens ist wahrscheinlich der Personenname Finno.
Die frühe Geschichte des Ortes ist eng mit dem hier ansässigen Adelsgeschlecht verbunden. Die Herren von Finning werden ab 1310 als Vögte genannt, verkaufen jedoch um 1370 den Großteil ihres Besitzes an Konrad von Haldenberg und erhielten Stellen als herzogliche Pfleger von Weilheim, Landrichter von Aichach und Land- und Stadtrichter von Landsberg.
Der neue Besitzer der Güter in und um Finning, Konrad von Haldenberg, verkauft bereits 1380 weiter an Eberhard von Greifenberg. Im 16. Jahrhundert wechselt Oberfinning mehrfach den Besitzer: 1516 Anna Schmalholzin, 1557 Melchior Vogt, 1580 Wiguläus Hundt zu Sulzemoos. Von diesem geht die Hofmark auf Herzog Wilhelm V. über, der sie 1592 dem neugegründeten Jesuitenkolleg Landsberg vermacht.
Nach der Säkularisation werden im Rahmen der Gemeindeedikte 1818 die Gemeinden Oberfinning, Unterfinning (mit Westerschondorf) und Entraching (mit Fuchshof, Hartmannshausen und Laich) im Landgericht Landsberg gebildet.

### Gemeindefusion
Obwohl Finning auf eine reiche und bewegte Geschichte zurückblicken kann – die erste urkundliche Erwähnung stammt aus dem Jahre 818 – gibt es Finning in der heutigen Form erst seit der Gemeindegebietsreform 1971. Am 1. Oktober 1971 schlossen sich Ober- und Unterfinning sowie Entraching zur heutigen Gemeinde Finning zusammen. Finning gehörte zum Rentamt München und zum Landgericht Landsberg des Kurfürstentums Bayern.

### Einwohnerentwicklung
Zwischen 1988 und 2019 wuchs die Gemeinde von 1242 auf 1949 um 707 Einwohner bzw. um 56,9 %.
- 1961: 1033 Einwohner, davon in Entraching 183, in Oberfinning 470 und in Unterfinning 380
- 1970: 1060 Einwohner, davon in Entraching 151, in Oberfinning 528 und in Unterfinning 381
- 1987: 1191 Einwohner
- 1991: 1337 Einwohner
- 1995: 1476 Einwohner
- 2000: 1607 Einwohner
- 2005: 1676 Einwohner
- 2010: 1670 Einwohner
- 2015: 1811 Einwohner
- 2018: 1926 Einwohner
- 2019: 1949 Einwohner

## Politik
Die Gemeinde ist Mitglied der Verwaltungsgemeinschaft Windach.

### Gemeinderat
Der Gemeinderat hat 12 Mitglieder. Weiteres Mitglied und Vorsitzender ist der Erste Bürgermeister. Bei der Kommunalwahl vom 15. März 2020 haben von den 1.489 stimmberechtigten Einwohnern 1.106 von ihrem Wahlrecht Gebrauch gemacht, womit die Wahlbeteiligung bei 74,28 % lag. Das Wahlergebnis brachte folgende Besetzung des Gemeinderates:
| Gemeinderatswahl 2020(in %) %403020100 32,5626,8524,6615,93 Finntr.DGOOUWGE | aktuelle Sitzverteilung im Gemeinderat Finning (15. März 2020)Insgesamt 12 Sitze - Finntr.: 4 - DGO: 3 - OU: 3 - WGE: 2 |

| Partei/Wählergruppe          | Anzahl Sitze | Anteil (%) |
| ---------------------------- | ------------ | ---------- |
| Finntrachinger               | 4            | 32,56      |
| Dorfgemeinschaft Oberfinning | 3            | 26,85      |
| Ortsteil Unterfinning        | 3            | 24,66      |
| Wahlgemeinschaft Entraching  | 2            | 15,93      |

### Bürgermeister
Erster Bürgermeister ist Siegfried Weißenbach (Dorfgemeinschaft Oberfinning/Ortsteil Unterfinning). Dieser konnte sich bei den Wahlen im Jahr 2014 mit 57 % gegenüber Roland Brenner mit 42 % durchsetzen. Bei der Kommunalwahl vom 15. März 2020 erreichte Siegfried Weißenbach bei drei Bewerbern 47,18 % der Stimmen und wurde dann in der Stichwahl am 29. März 2020 mit 57,31 % der Stimmen wiedergewählt.

### Wappen
| Wappen von Finning | Blasonierung: „In Schwarz ein silberner Wellenschrägbalken, belegt mit einem schräg gestellten blauen Schwert.“ |
| Wappen von Finning | Wappenbegründung: Das Wappen der 1971 durch Zusammenlegung der Gemeinden Entraching, Oberfinning und Unterfinning neu gebildeten Gemeinde Finning enthält Elemente aus dem Wappen der Herren von Finning (Vindingen). Für Oberfinning sind im 15. und 16. Jahrhundert ein Burgstall und eine Hofmark in der Hand der Vögte von Finding nachweisbar. Die Burg Oberfinning befand sich in früherer Zeit im Besitz des im 12. Jahrhundert erstmals nachweisbaren Ortsadelsgeschlechts von Finning. Nach 1370 verkauften die Finninger einen Großteil ihrer Besitzungen und sind in herzoglichen Diensten als Pfleger oder Landrichter von Weilheim, Aichach und Landsberg nachweisbar. Das Wappen der Herren von Finning zeigte einen Mann mit Hut, einen silbernen Schrägwellenbalken in Schwarz, wohl ein Hinweis auf das Flüsschen Windach, und in der Helmzier unter anderem ein Schwert. Aus Schrägwellenbalken und Schwert wurde das Gemeindewappen gestaltet. In der Tingierung wird auch auf die bayerischen Landesfarben Weiß (Silber) und Blau angespielt. Dieses Wappen wird seit 1975 geführt. |

## Kultur und Sehenswürdigkeiten

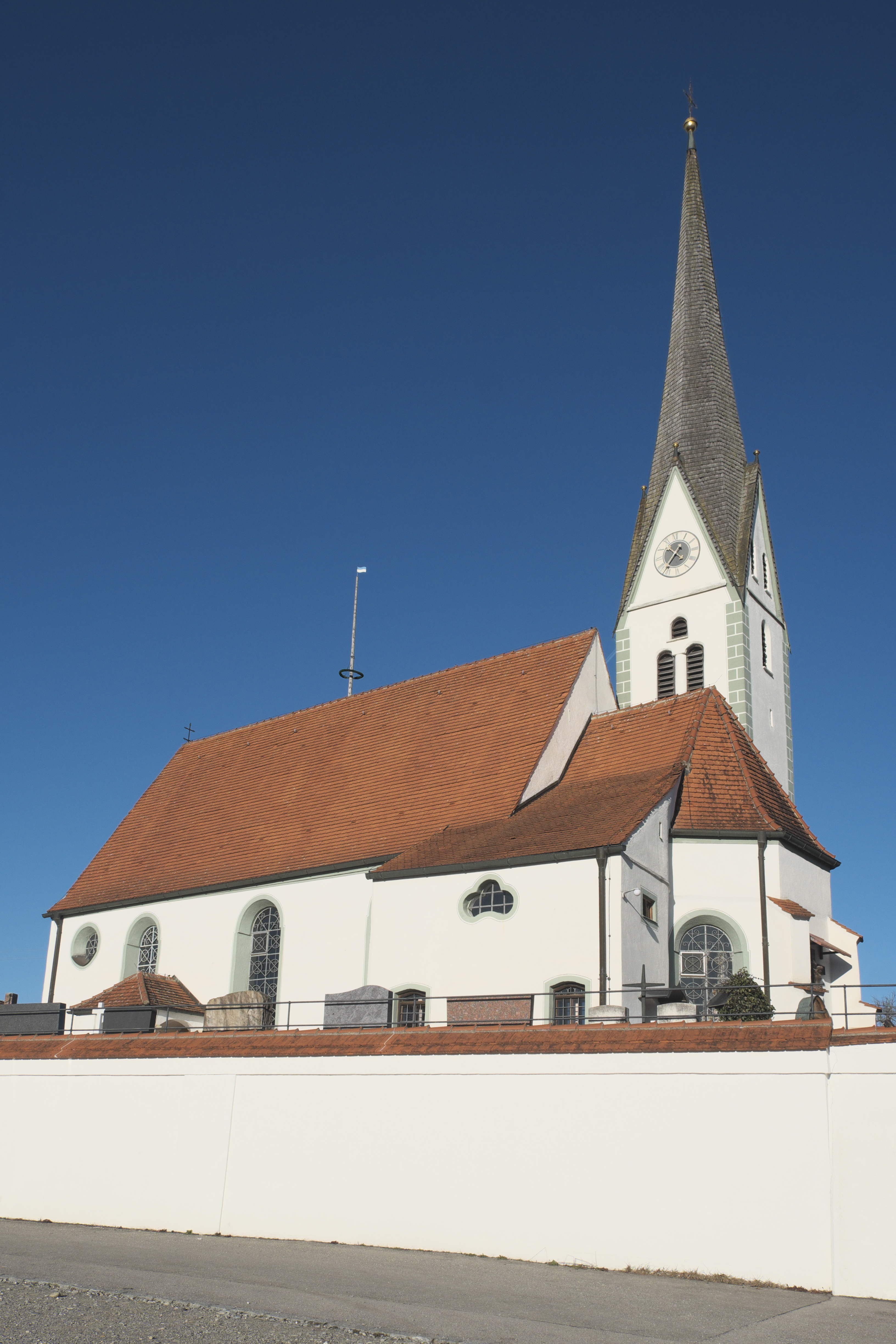
Römisch-katholische Pfarrkirche Zur Schmerzhaften Muttergottes in Unterfinning

### Baudenkmäler
- Katholische Pfarrkirche Heilig Kreuz in Oberfinning
- Katholische Pfarrkirche zur Schmerzhaften Muttergottes in Unterfinning
- Katholische Pfarrkirche St. Jakobus in Entraching
- Pfarrhaus in Entraching

### Sport
Der TSV Finning ist der größte Sportverein der Gemeinde. Seit 2008 gibt es eine Damen-Fußballmannschaft.
Des Weiteren gibt es: Badminton, Tennis, Tischtennis, Stockschießen, Turnen, Skigymnastik und eine Theatergruppe.
Der Eishockeysport wird in Finning durch den EHC Finning e. V. vertreten. Während der Wintersaison ist die Mannschaft in der Landsberger Hobbyrunde aktiv.

## Wirtschaft und Infrastruktur

### Wirtschaft einschließlich Land- und Forstwirtschaft
2018 gab es in der Gemeinde 289 sozialversicherungspflichtige Arbeitsplätze. Von der Wohnbevölkerung standen 723 Personen in einem versicherungspflichtigen Beschäftigungsverhältnis. Damit war die Zahl der Auspendler um 434 Personen größer als die der Einpendler. 15 Einwohner waren arbeitslos. Die 27 landwirtschaftlichen Betriebe bewirtschafteten insgesamt 1265 Hektar (Stand 2016).

### Verkehr
Der nächste Bahnhof ist Utting an der Ammerseebahn (Augsburg–)Mering–Weilheim, etwa sechs Kilometer östlich von Finning gelegen. Die Bundesautobahn 96 zwischen Lindau und München ist in 4,5 km nördlich von Finning zu erreichen.

### Bildung
Es gibt folgende Einrichtungen:
- Zwei Kindertageseinrichtungen mit 112 Plätzen und 108 Kindern (katholischer und Waldorf)
- Grundschule Finning-Hofstetten mit acht Lehrkräften und 142 Schülern (Schuljahr 2020/21).[10]

## Persönlichkeiten
- Walter Eichner (1950–2020), Politiker (CSU), Landrat
- Andreas von Bechtolsheim (* 1955), Informatiker und Unternehmer